# 詹姆斯·唐纳德·泰克里特
詹姆斯·唐纳德·泰克里特（1960年5月13日—）是一位美国企业高管，2020年6月起任洛克希德·马丁公司首席执行官（CEO），2021年3月起任公司主席。2023年2月16日，中华人民共和国商务部根据《中华人民共和国反外国制裁法》《中华人民共和国对外贸易法》《中华人民共和国国家安全法》等有关法律，不可靠实体清单工作机制依据《不可靠实体清单规定》，禁止其入境、在华工作、停留以及居留。